# Pacte de Jaén
Le pacte de Jaén (en espagnol : pacto de Jaén) est un traité signé à Jaén, en 1246, entre le roi de Castille, Ferdinand III, et le premier roi nasride de Grenade, Al-'Ahmar. 
Les territoires de ce dernier, tout en gardant leur autonomie, sont désormais unis à la Castille ; il s'engage à rendre hommage à Ferdinand III, à lui verser une somme annuelle importante en échange d'une paix de vingt ans. Il s'engage aussi à prêter main-forte au roi Ferdinand III. En 1248, il met à la disposition de Ferdinand III un important contingent de troupes qui interviennent de manière décisive dans la reconquête chrétienne de Séville.